# Milan Katić
Milan Katić (Samobor, 31. kolovoza 1900. – Zagreb, 27. prosinca 1969.) je bio hrvatski redatelj i scenarist.

## Filmografija

### Filmski redatelj
- Na izbore (1946.)
- Iz tame u svjetlost (1947.)
- Tajna dvorca I.B. (1951.)
- Dubrovnik (1952.)

### Scenarist
- Radium - izvor zraka (1944.)
- Lisinski (1944.)
- Na izbore (1946.)
- Iz tame u svjetlost (1947.)
- Dubrovnik (1952.)
- Govor pokoljenja (1957.)

## Vanjske poveznice
- Milan Katić u internetskoj bazi filmova IMDb-u (engl.)